# Roewe i5
La Roewe i5 è un'autovettura di tipo berlina compatta prodotta dalla casa automobilistica cinese Roewe dal 2018. Nasce come erede della Roewe 360. 
La versione con motore elettrico e carrozzeria station wagon viene venduta sotto la denominazione Roewe Ei5.

## Caratteristiche
La vettura è stata presentata per la prima volta in versione station wagon con motore elettrico denominata Roewe Ei5 al Salone dell'Auto di Guangzhou nel novembre 2017 e le vendite in Cina sono partite nel marzo 2018. Nel gennaio 2019, in occasione di un aggiornamento è stata introdotta una batteria con un'autonomia maggiore. 

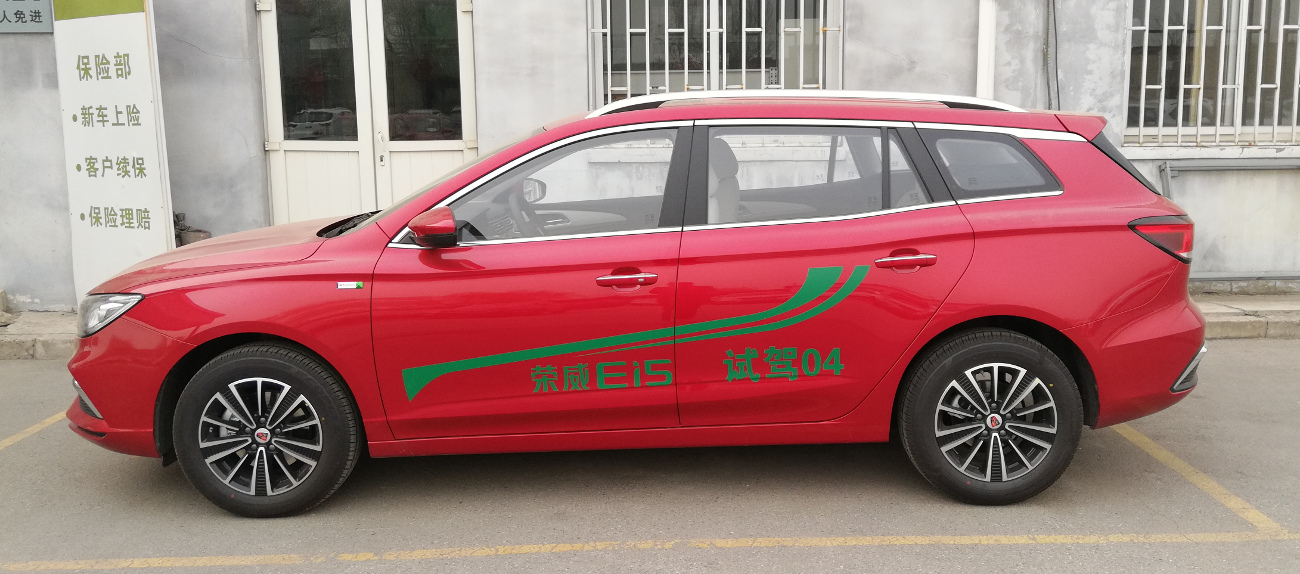
La Roewe Ei5 station wagon elettrica

La versione i5 con motore termico è disponibile solo con carrozzeria berlina tre volumi ed è stata presentata nella metà 2018.
Nel Regno Unito e in Medio Oriente, a causa dell’assenza del marchio Roewe, entrambe le vetture vengono vendute come MG 5 (sia il marchio MG che quello Roewe fanno parte del gruppo SAIC Motor).  
Tecnicamente sia la i5 che Ei5 si basano sulla piattaforma di origine General Motors D2XX utilizzata dai modelli Buick Excelle GT e GX, che vengono prodotti in Cina attraverso la joint venture SAIC-General Motors.
La gamma motori della i5 è composta dalla nuova famiglia di propulsori SGE da 1.5 litri quattro cilindri aspirato da 116 cavalli e turbo da 169 cavalli.

## Roewe Ei5 (elettrica)
Il lancio della Ei5, la versione elettrica disponibile solo con carrozzeria wagon, è avvenuto in Cina nel marzo 2018. Il modello possiede un motore elettrico che eroga 85 kW e 255 Nm di coppia massima ed è abbinato ad una batteria da 35 kWh in grado di garantire una autonomia pari a 301 km nel ciclo NEDC. Le prestazioni dichiarate sono velocità massima pari a 145 km/h. Il peso è pari a 1420 kg.
La produzione del modello da 35 kWh termina nel gennaio 2019 sostituito dalla nuova versione con una batteria da 52.5 kWh in grado di garantire una autonomia pari a 420 km nel ciclo NEDC e una velocità massima di 150 km/h.

## Dati tecnici
|                                                            | i5 1.5                          | i5 20T                             | Ei5                  | Ei5                  |
| Periodo di costruzione                                     | dal 10/2018                     | dal 10/2018                        | 03 / 2018–01 / 2019  | dal 01/2019          |
| Caratteristiche del motore                                 |                                 |                                    |                      |                      |
| Tipo di motore                                             | Motore a benzina R4             | Motore a benzina R4                | Motore elettrico     | Motore elettrico     |
| Cilindrata                                                 | 1498 cc                         | 1490 cc                            | -                    | -                    |
| Max. Potenza a min −1                                      | 88 / 6000                       | 124 / 5500                         | 85                   | 85                   |
| Max. Coppia in min -1                                      | 150 Nm / 4500                   | 250 Nm / 1700-4300                 | 255 Nm               | 255 Nm               |
| Potenza di trasmissione                                    |                                 |                                    |                      |                      |
| guidare                                                    | Trazione anteriore              | Trazione anteriore                 | Trazione anteriore   | Trazione anteriore   |
| Cambio di serie                                            | Cambio manuale a 5 marce        | Cambio a doppia frizione a 7 marce | Riduttore a 1 stadio | Riduttore a 1 stadio |
| Cambio, opzionale                                          | ( Cambio continuo )             | -                                  | -                    | -                    |
| Letture                                                    |                                 |                                    |                      |                      |
| Massima velocità                                           | 185 km / h </br> (180 km / h)   | 200 km / h                         | 145 km / h           | 150 km / h           |
| Accelerazione, 0-100 km / h                                | K. UN. </br> (12,2 secondi)     | 7.7 secondi                        | 10.6 secondi         | K. UN.               |
| Consumo di carburante / energia </br> a 100 km (combinato) | 5,5 l super </br> (5,5 l super) | 5,7 l super                        | K. UN.               | 13,2 kWh             |
| Batteria (polimero agli ioni di litio)                     | -                               | -                                  | 35 kWh               | 52.5 kWh             |
| autonomia elettrica secondo NEDC                           | -                               | -                                  | 301 km               | 420 km               |